# Wilhelm Keppler
Wilhelm Karl Keppler (Heidelberg, 14 december 1882 - Friedrichshafen, 13 juni 1960) was een Duits ondernemer en nationaalsocialistisch politicus. Hij was een SS-Obergruppenführer (luitenant-generaal) in de Schutzstaffel tijdens de Tweede Wereldoorlog.
Keppler studeerde aan het Karlsruher Institut für Technologie en aan de Technische Universiteit in Danzig. Hij werkte vervolgens enkele jaren in de chemische industrie alvorens - als luitenant - deel te nemen aan de Eerste Wereldoorlog. Daarna werd hij directeur bij de firma Odin-Werke in Eberbach, een firma - voor 50% eigendom van Eastman Kodak - die zich toelegde op de ontwikkeling en productie van fotogelatine. Al in 1927 was hij toegetreden tot de NSDAP en in 1932 nam hij ontslag om zich volledig aan de nationaalsocialistische zaak te kunnen wijden. In 1933 werd hij lid van de Duitse Rijksdag en in 1935 trad hij toe tot de SS. In 1938 werd hij als staatssecretaris toegevoegd aan het ministerie van Buitenlandse Zaken van minister Joachim von Ribbentrop. Als zodanig was hij bij de Anschluss en bij de annexatie van Tsjechië nauw betrokken. Hij was korte tijd rijkscommissaris in Oostenrijk.
Keppler was al in 1933 oprichter van de zogenoemde Freundeskreis Reichsführer SS, ook bekend als de Freundeskreis der Wirtschaft. Dit was een nationaalsocialistisch gezelschap dat zich toelegde op het verstrekken van economische adviezen aan de Reichsführer Heinrich Himmler. In deze hoedanigheid was Keppler een van de belangrijkste adviseurs van het naziregime waar het ging om economische politiek. Tijdens de Tweede Wereldoorlog werd hij door Himmler benoemd als waarnemend directeur van talloze - met name Poolse en Russische - geconfisqueerde bedrijven. Als voorzitter van de Deutsche Umsiedlungs-Treuhand was hij verantwoordelijk voor grootschalige deportaties van niet-Duitsers uit gebieden die tot het Duitse Rijk behoorden.
Tijdens het Wilhelmstraßenproces, een van de deelprocessen van het Neurenberger Tribunaal, werd Keppler tot een gevangenisstraf van 10 jaar veroordeeld. Hij werd in 1951 vrijgelaten en werkte vervolgens nog bij de wankelmotorenfabriek in Lindau.

## Carrière
Wilhelm Keppler bekleedde verschillende rangen in zowel de Deutsche Heer als Allgemeine-SS. De volgende tabel laat zien dat de bevorderingen niet synchroon liepen.
| Datum                                            | Deutsche Heer                                                    | Allgemeine-SS        | NSDAP                           | Buitenlandse zaken |
| ------------------------------------------------ | ---------------------------------------------------------------- | -------------------- | ------------------------------- | ------------------ |
| 7 oktober 1903                                   | Einjärige Freiwilliger (vrije vertaling: eenjarige vrijwilliger) | —                    | —                               | —                  |
| 1910                                             | Leutnant der Reserve                                             | —                    | —                               | —                  |
| 20 maart 1933                                    | —                                                                | SS-Anwärter          | —                               | —                  |
| 21 maart 1933                                    | —                                                                | SS-Standartenführer  | —                               | —                  |
| 23 augustus 1933                                 | —                                                                | SS-Oberführer        | —                               | —                  |
| 30 januari 1935 (met ingang van 30 januari 1935) | —                                                                | SS-Brigadeführer     | —                               | —                  |
| 13 september 1936                                | —                                                                | SS-Gruppenführer     | —                               | —                  |
| 26 oktober 1937                                  | —                                                                | —                    | Reichshauptamtsleiter der NSDAP | —                  |
| 19 maart 1938                                    | —                                                                | —                    | —                               | Staatssekretär     |
| 30 januari 1942                                  | —                                                                | SS-Obergruppenführer | —                               | —                  |

## Lidmaatschapsnummers
- NSDAP-nr.: 62 424[12] (lid geworden 27 mei 1927[6][10])
- SS-nr.: 50 816[12] (aangemeld als lid 20 maart 1933[6], officieel geaccepteerd als lid 31 maart 1933[10])

## Onderscheidingen
- Ehrenwinkel der Alten Kämpfer in februari 1934[14]
- Gouden Ereteken van de NSDAP[11] in 1934[6][14]
- Dienstonderscheiding van de NSDAP in zilver[6][14]
- SS-Ehrenring[13][11][14]
- Ehrendegen des Reichsführers-SS[13][11][14]
- Grootlint in de Orde van het Schitterende Jade op 30 januari 1939[6][14]
- Orde van het Slowaakse Kruis, Grootkruis[6]
- Kruis voor Oorlogsverdienste, 1e Klasse  en 2e Klasse[6][14]
- Commandeurskruis in de Orde van Verdienste (Hongarije)[6][14]